# 隼鳥高地
隼鳥高地 （Hayabusa，/ˌhaɪəˈbuːsə/）是矮行星冥王星上的一個地形特徵，是新視野號太空船在2015年7月發現的。它的名稱源自第一艘從小行星成功將樣本帶回地球的日本太空船隼鳥號。